# Universidad de Saint Francis (Indiana)
Universidad de Saint Francis (University of Saint Francis en idioma inglés) es una universidad privada, católica, situada en Fort Wayne, Indiana, Estados Unidos.

## Historia
Fue fundada como Saint Francis College en 1890 por las Hermanas de San Francis de la Adoración Perpetua, una congregación creada por la Madre Maria Theresia Bonzel en Alemania. Seis hermanas llegaron a Lafayette (Indiana) en 1875 y fundaron la universidad. En 1944 se mudaron al campus de Fort Wayne. En 1998 cambió de nombre al actual de University of Saint Francis.  

## Deportes
Los equipos deportivos de la universidad, los Saint Francis Cougars, compiten en la Crossroads League de la National Association of Intercollegiate Athletics.